# Ulrich Brandhoff
Ulrich Friedrich Brandhoff (* 1. September 1985 in Bad Frankenhausen) ist ein deutscher Schauspieler.

## Leben

### Herkunft und Theater
Ulrich Brandhoff, der zwei ältere Brüder hat, stammt aus Thüringen. Brandhoffs Familie floh 1989, kurz vor dem Mauerfall, aus der DDR; er gehörte zu den Flüchtlingen in der Prager Botschaft.
Sein erstes Theatererlebnis war das Kinderstück Pinocchio, was in ihm den Wunsch weckte, Schauspieler zu werden. Erste Bühnenauftritte hatte er im Theaterverein in Remscheid. Er studierte von 2007 bis 2011 Darstellende Kunst am Max Reinhardt Seminar in Wien. Rollenunterricht erhielt er u. a. bei Artak Grigorjan. Während seiner Ausbildung spielte er 2010 am Burgtheater Wien. Während seiner Schauspielschulzeit erhielt Brandhoff 2010 den 1. Ensemblepreis beim 22. Bundeswettbewerb Deutschsprachiger Schauspielschulen in Leipzig. 2011 wurde er beim Internationalen Schauspielschultreffen in Warschau mit dem Preis als „Best Actor in a leading role“ ausgezeichnet.
Nach seinem Schauspielstudium wurde er in seinem ersten Theaterengagement direkt ans Berliner Ensemble (BE) engagiert. Dort war er von 2011 bis 2013 festes Ensemblemitglied. Zu seinen Bühnenrollen am BE gehörten u. a. der Maler Eduard Schwarz in Robert Wilsons Lulu-Inszenierung (2011), Trauerweidenwalter in Brecht/Weills Die Dreigroschenoper (2011; Regie: Robert Wilson), Graf Paris in Romeo und Julia (2012; Regie: Mona Kraushaar), die Titelrolle in Dantons Tod (2012; Regie: Claus Peymann), Erich in Horváths Geschichten aus dem Wiener Wald (2012; Regie: Enrico Lübbe) und Slightly in dem Musical Peter Pan (2013; Regie: Robert Wilson, mit Musik von Cocorosie). Am BE arbeitete er außerdem mit dem Regisseur Manfred Karge zusammen. 2013 gastierte er in der Horváth-Inszenierung bei den Ruhrfestspielen Recklinghausen.
Von 2013 bis 2016 war Ulrich Brandhoff festes Ensemblemitglied am Schauspiel Leipzig. Seit der Spielzeit 2016/17 ist er dort weiterhin als Gast verpflichtet. Am Schauspiel Leipzig spielte er den Prinzen von Guastalla in Emilia Galotti (2013; Regie: Enrico Lübbe), den Sohn Jan in Das Missverständnis (2013; Regie: Leo Skrever), Laertes in Hamlet (2014; Regie: Thomas Dannemann), Johannes in Baal (2014; Regie: Nuran David Calis) und Lysander in Ein Sommernachtstraum (2015; Regie: Philipp Preuss).

### Film und Fernsehen
Neben der Bühnenarbeit, die den Schwerpunkt von Brandhoffs Tätigkeit als Schauspieler bildet, stand er immer wieder auch für das Kino und das Fernsehen vor der Kamera.
Im Kino war er in verschiedenen Nebenrollen zu sehen, u. a. unter der Regie von Brigitte Maria Mayer im Crowdfunding-Projekt Jesus Cries (2015; als Petrus, neben seinem BE-Kollegen Sabin Tambrea als Jesus Christus in der Hauptrolle), in der Komödie Ente Gut! (2015; als Polizist), in der Filmbiografie Django – Ein Leben für die Musik (2017; als Nazi-Offizier Hammerstein) und in dem Historienfilm Der junge Karl Marx (2017; als Burschenschafter, Journalist und Revolutionär Hermann Kriege).
In Fatih Akins Thriller Aus dem Nichts, der am 26. Mai 2017 im Rahmen der Internationalen Filmfestspiele von Cannes seine Premiere hatte, hatte Brandhoff eine größere Nebenrolle; er verkörperte André Möller, den männlichen Part eines jungen Neo-Nazi-Paars mit internationalen Verbindungen, der einen Bombenanschlag auf ein türkisches Geschäft verübt.
Seit 2014 arbeitet Brandhoff verstärkt auch für das Fernsehen. Er hatte außerdem zunächst kleinere Episodenrollen u. a. in den Fernsehserien Letzte Spur Berlin (2014), Notruf Hafenkante (2016), Alarm für Cobra 11 – Die Autobahnpolizei (2016), SOKO Köln (2016;) und Familie Dr. Kleist (2016).
In dem Fernsehfilm Nackt unter Wölfen (2015) spielte er den Lagerelektriker Heinrich Schüpp, der durch versteckte Anspielungen den neusten Stand über das Heranrücken der 3. US-Armee auf das KZ Buchenwald übermittelt.
Im Dresdner Tatort: Level X (Erstausstrahlung: Juni 2017) spielte er den Notarzt Dr. Frantzen, der unter Verdacht gerät, in den illegalen Handel mit Medikamenten verwickelt zu sein. In dem Fernsehfilm Kilimandscharo – Reise ins Leben (Erstausstrahlung: November 2017) spielte er den langjährigen Kilimandscharo-Bergführer Simon Eggert.
Im November 2017 war er in der 5. Staffel der ZDF-Serie Heldt in einer Episodenrolle als „rechte Hand“ eines skrupellosen, wohlhabenden Firmensanierers zu sehen. In der im September/Oktober 2018 neu im ZDF erstausgestrahlten TV-Serie SOKO Potsdam übernahm Brandhoff eine der Episodenhauptrollen, den wegen eines Raubüberfalls vorbestraften Alexander Wille, der seinen ehemaligen Komplizen im Streit um die Beute tötet. In der generationenübergreifenden Fernsehkomödie Endlich Gardasee! (Erstausstrahlung: Oktober 2018) spielte er, auf den Typus des „Klischee-Gigolos“ festgelegt, den charmanten Weinhändler und Patienten Tobias Pauli, den heimlichen Schwarm der jungen Hauptfigur Eva (Julia Nachtmann). Im „ZDF-Samstagskrimi“ Herr und Frau Bulle: Tod im Kiez (Erstausstrahlung: November 2018) hatte Brandhoff eine Nebenrolle als Transvestit Dolores vom Straßenstrich. Im 5. Film der ZDF-Fernsehreihe Marie fängt Feuer (Erstausstrahlung: November 2018) spielte Brandhoff eine der Hauptrollen, den Sozialarbeiter Domi, der auf seinem von seiner Großmutter als Erbe erhaltenen Hof straffällige Jugendliche betreut. In dem Fernsehfilm Lotte am Bauhaus (2019) verkörperte er die historische Figur des Malers und Bauhaus-Lehrers Josef Albers. In der 16. Staffel der ZDF-Serie SOKO Wismar (2019) übernahm Brandhoff eine der Episodenhauptrollen als tatverdächtiger, berühmter Organist Hendrik Pielham. In Kommissarin Lucas – Polly (April 2019), dem 28. Fall der ZDF-Krimireihe, war Brandhoff der Hausmeister Hannes Lenz, der den Mädchen des Aschenbachhofs, ein Heim für schwer erziehbare Mädchen, helfen will. Im Dortmunder Tatort: Inferno (Erstausstrahlung: April 2019) hatte Brandhoff eine der Nebenrollen als Internist Dr. Lars Klinger, der bei seiner Bewerbung um die Leitung der Notaufnahme gescheitert war. Im 8. Film der ARD-Fernsehreihe Praxis mit Meerblick (2020) übernahm Brandhoff eine der Episodenrollen als junger Neurologe Dr. Finkenlade, der in Verdacht steht, in einen Betrug mit teuren Medikamenten verwickelt zu sein. Ab dem 3. Film der TV-Reihe Käthe und ich, der im September 2020 erstausgestrahlt wurde, übernahm Brandhoff die Rolle des selbstbewussten neuen Tierarztes Dr. Eric Kendrich, der das Familienleben des Psychologen Paul und seiner Ehefrau Erina durcheinanderbringt. In der 6-teiligen ZDFneo-Mysteryserie Another Monday (2022) verkörperte Brandhoff als Psychologe und Psychotherapeut Malte Hüller, dessen Frau in einer „Zeitschleife“ gefangen ist, eine der Hauptrollen. In dem MeToo-Krimidrama So laut du kannst (2022) spielte er den Millionärssohn und gewissenlosen Vergewaltiger Lukas Berger.

### Privates
Brandhoff ist mit der französischen Schauspielerin Morgane Ferru liiert. Er lebt in Berlin.

## Filmografie (Auswahl)
- 2007: Dentophobia (Kurzfilm)
- 2008: Krym (Kurzfilm)
- 2012: Go with Le Flo
- 2014: Letzte Spur Berlin: Blendung (Fernsehserie, eine Folge)
- 2014: Die Agentin (Kurzfilm)
- 2014: The Gigolo: Origins (Fernsehfilm)
- 2014: Konrad und Katharina (Fernsehfilm)
- 2015: Nackt unter Wölfen (Fernsehfilm)
- 2015: Jesus Cries
- 2016: Ente Gut!
- 2016: X Company: Butcher and Bolt (Fernsehserie, CDN/H)
- 2016: Notruf Hafenkante: Plan B (Fernsehserie, eine Folge)
- 2016, 2021: Alarm für Cobra 11 – Die Autobahnpolizei: Tod ohne Warnung, Erbarmungslos (Fernsehserie, zwei Folgen)
- 2016: Der Andere – eine Familiengeschichte (Fernsehfilm)
- 2016: SOKO Köln: Im Zwielicht (Fernsehserie, eine Folge)
- 2016: Familie Dr. Kleist (Fernsehserie, zwei Folgen)
- 2017: Django – Ein Leben für die Musik (Django)
- 2017: Der junge Karl Marx
- 2017: Aus dem Nichts
- 2017: Tatort: Level X (Fernsehreihe)
- 2017: Kilimandscharo – Reise ins Leben (Fernsehfilm)
- 2017: Heldt: Die Entführung (Fernsehserie, eine Folge)
- 2018: SOKO Potsdam: Kalte Fische (Fernsehserie, eine Folge)
- 2018: Endlich Gardasee! (Fernsehfilm)
- 2018: Herr und Frau Bulle – Tod im Kiez (Fernsehreihe)
- 2018: Marie fängt Feuer – Zweite Chance (Fernsehreihe)
- 2019: Lotte am Bauhaus (Fernsehfilm)
- 2019: Bella Germania (Fernsehfilm)
- 2019: SOKO Wismar: Mord nach Noten (Fernsehserie, eine Folge)
- 2019: Kommissarin Lucas – Polly (Fernsehreihe)
- 2019: Tatort: Inferno (Fernsehreihe)
- 2019: Der König von Köln (Fernsehfilm)
- 2019: Lotta & der Mittelpunkt der Welt (Fernsehreihe)
- 2020: Praxis mit Meerblick – Sehnsucht (Fernsehreihe)
- 2020: Tatort: Das perfekte Verbrechen (Fernsehreihe)
- seit 2020: Käthe und ich (Fernsehreihe)
  - 2020: Zurück ins Leben
  - 2020: Papakind
  - 2021: Im Schatten des Vaters
  - 2021: Das Adoptivkind
  - 2023: Freundinnen für immer
  - 2023: Verbotene Liebe
  - 2024: Der kleine Ritter
  - 2024: Sommerliebe
- 2020: Das letzte Wort (Fernsehserie)
- 2021: Charité (Fernsehserie, zwei Folgen)
- 2021: Goldjungs (Fernsehfilm)
- 2022: Einfach Nina (Fernsehfilm)
- 2021: SOKO Stuttgart: #MeToo (Fernsehserie, eine Folge)
- 2022: Ein Wahnsinnstag (Fernsehfilm)
- 2022: Another Monday (Fernsehserie)
- 2022: So laut du kannst (Fernsehfilm)
- 2023: Ein Fest fürs Leben
- 2024: Micha denkt groß (Fernsehfilm)
- 2024: A Better Place (Fernsehserie)
- 2025: Tatort: Der Stelzenmann
- 2025: The World Will Tremble